# Apospasta sikkima
Apospasta sikkima är en fjärilsart som beskrevs av Moore. Apospasta sikkima ingår i släktet Apospasta och familjen nattflyn. Inga underarter finns listade i Catalogue of Life.